# Hospital de Sant Pere
L'Hospital de Sant Pere és una obra de Vilassar de Dalt (Maresme) protegida com a Bé Cultural d'Interès Local.

## Descripció
L'hospital de Sant Pere és un edifici de planta baixa, pis i golfes amb carener perpendicular a la façana principal. Ha sofert moltes transformacions al llarg del temps. La façana principal va ser restaurada el 1936 pel marquès de Gelida introdueix elements florals d'estil noucentista.
La capella de l'hospital és d'estil neogòtic i té una sola nau amb contraforts.

## Història
L'hospital és l'antic mas Pi fins al segle xvi. Passa després a la família Ponts i Arenes, entre els segles XVII i XIX. L'any 1885 s'utilitza com a llatzaret per malalts de colera. L'any 1930 s'hi instal·là la Fundació Santa Maria, hospital per a mariners vells.

## Galeria

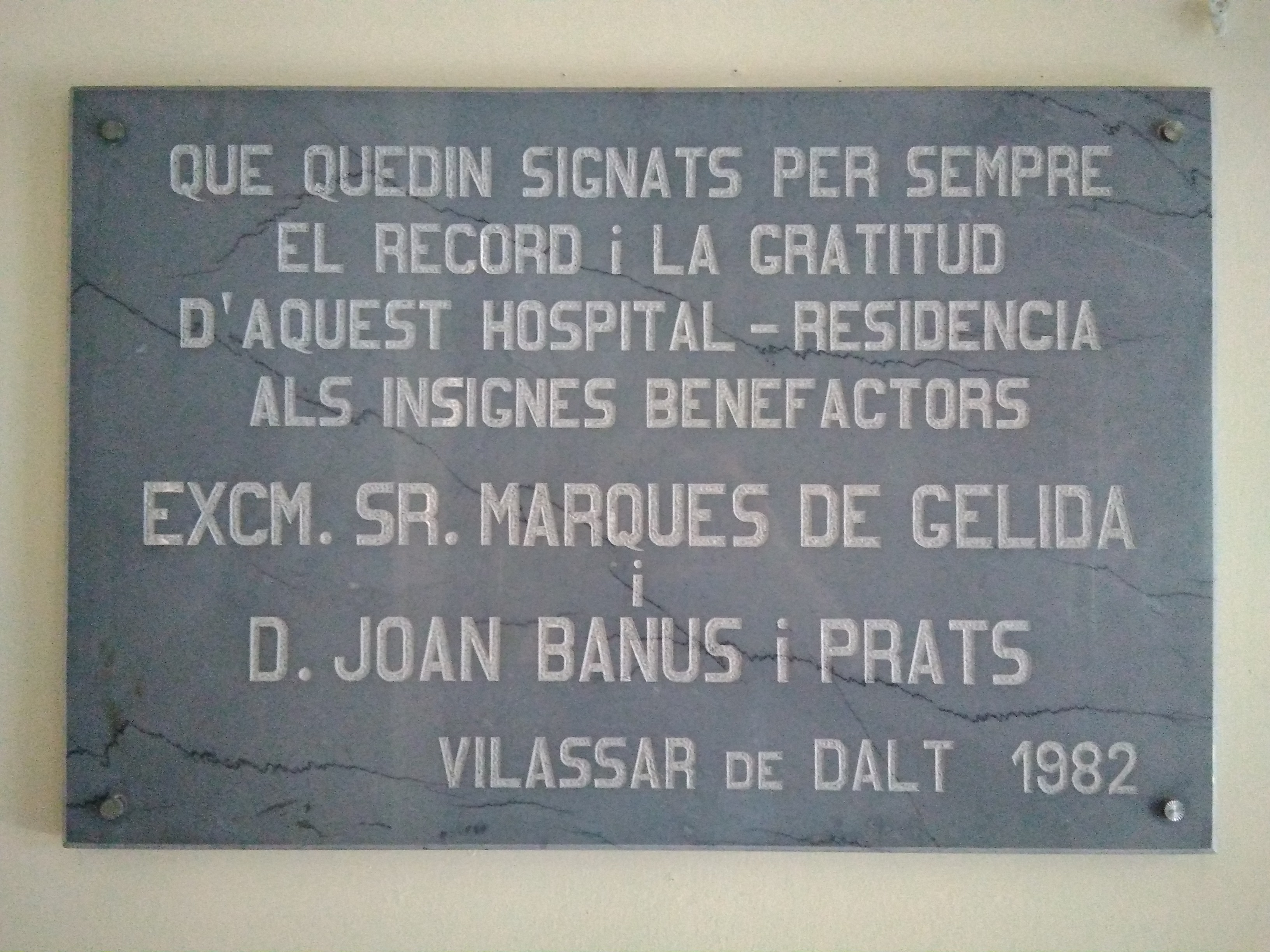
Placa a l'interior de l'Hospital
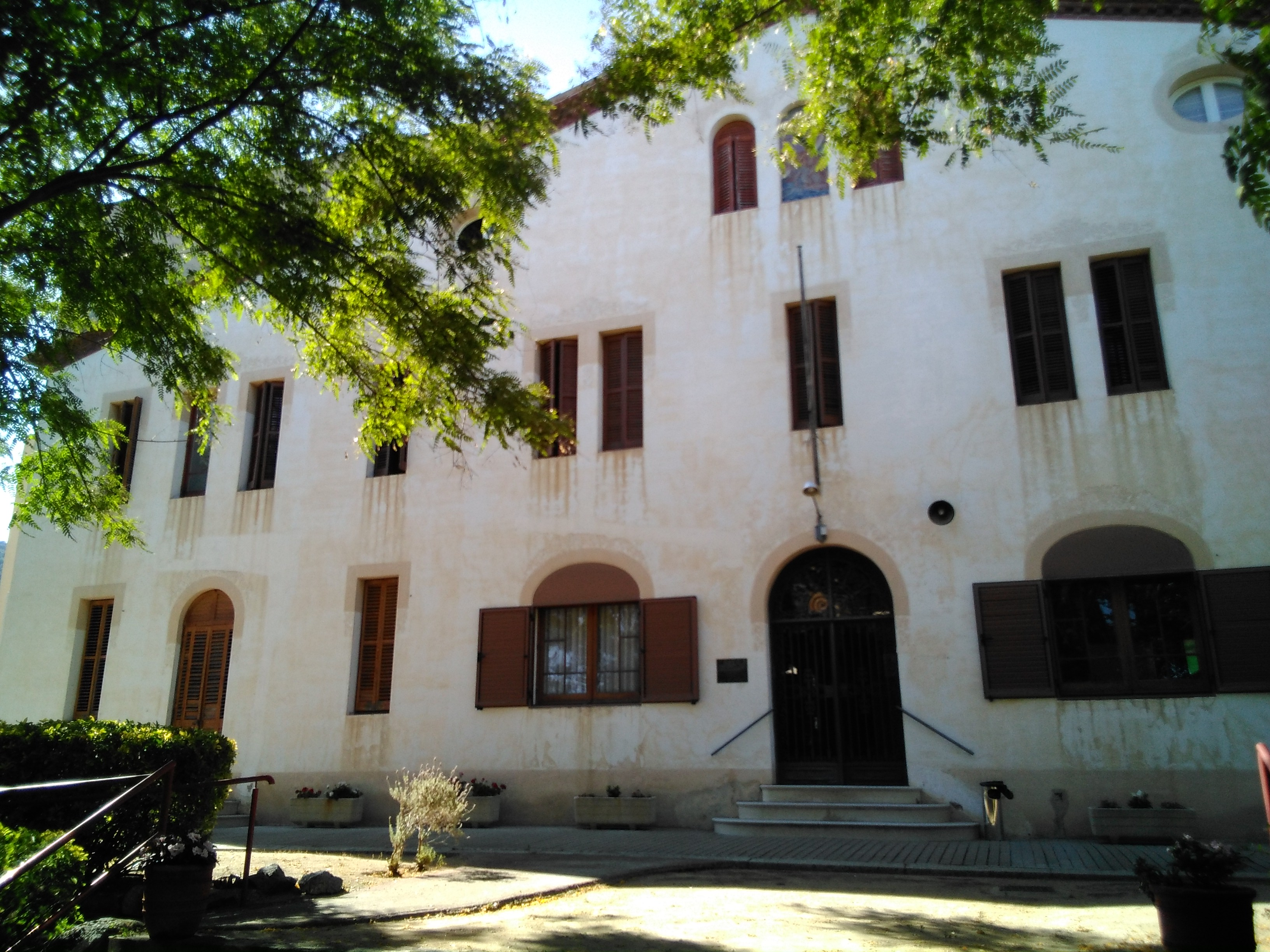
Façana de l'edifici principal de l'Hospital
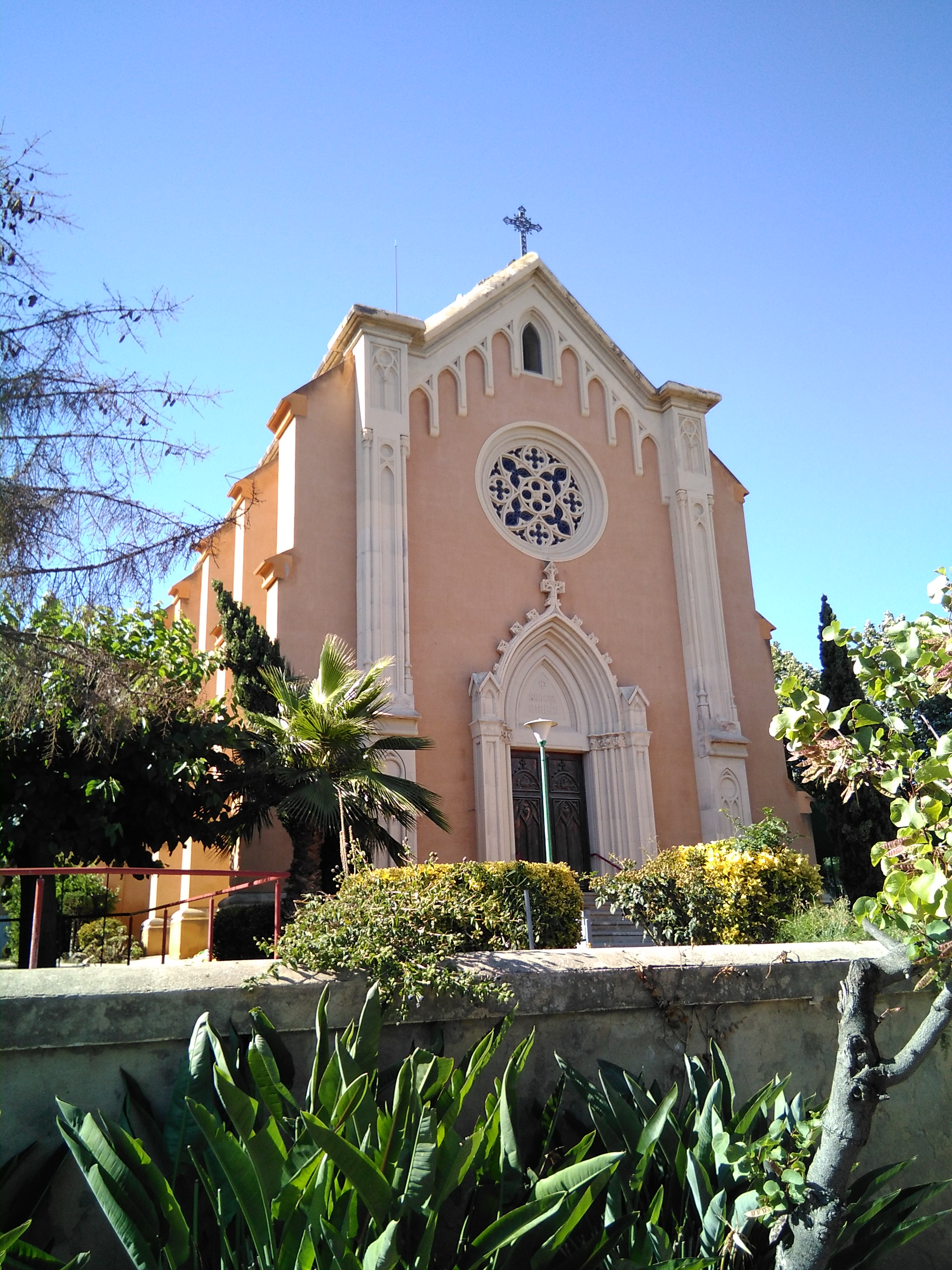
Façana de la capella neogòtica
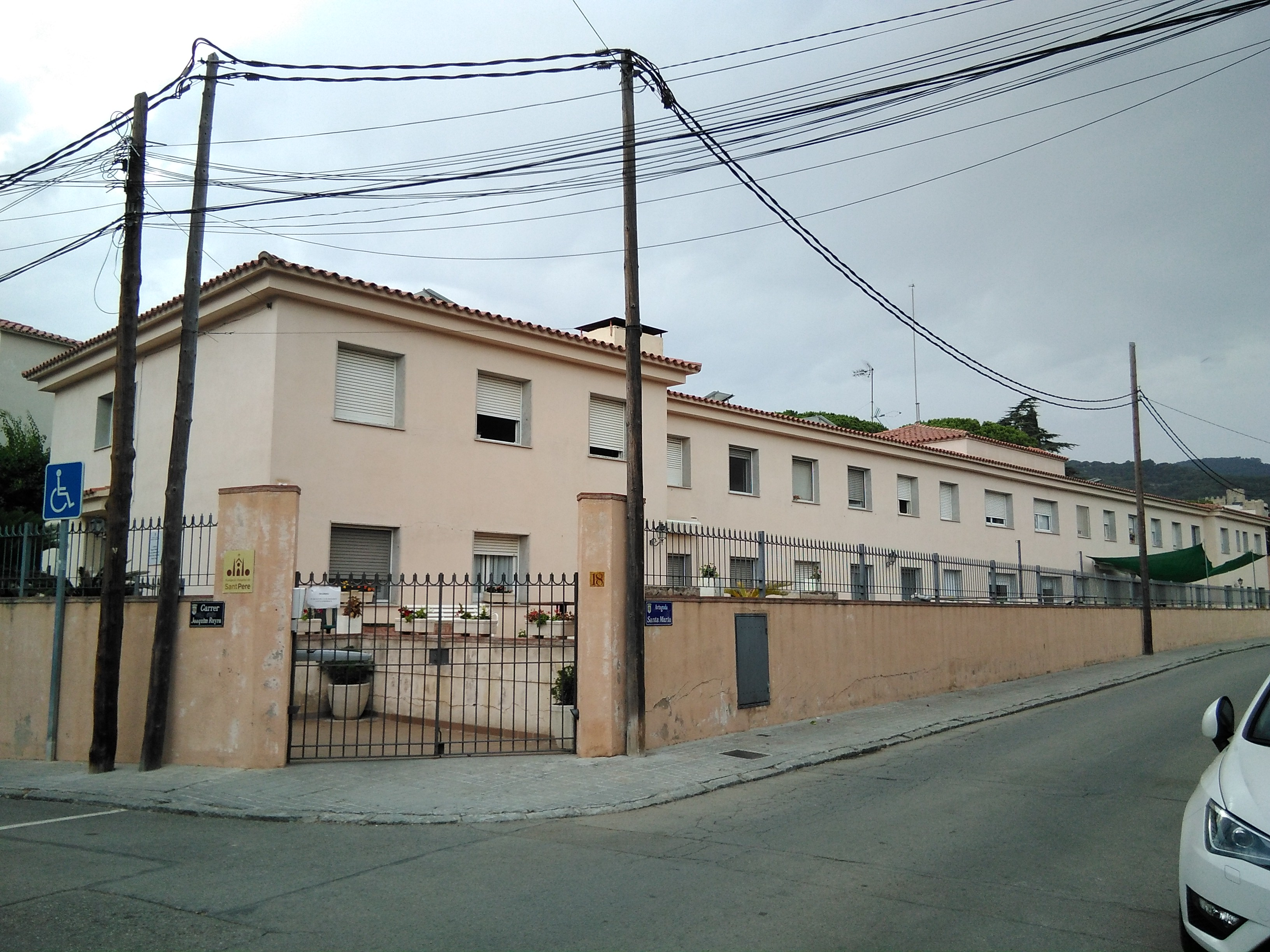
Façana de l'edifici nou de l'Hospital.